# David Curry
David Maurice Curry (ur. 13 czerwca 1944 w Burton-on-Trent) – brytyjski polityk i dziennikarz, poseł do Parlamentu Europejskiego I i II kadencji, w latach 1987–2010 członek Izby Gmin.

## Życiorys
Syn dwójki nauczycieli. W 1966 został absolwentem historii współczesnej w Corpus Christi College, Oxford, następnie kształcił się też na stypendium w John F. Kennedy School of Government w ramach Uniwersytetu Harvarda. W 1967 rozpoczął pracę w „The Journal” z Newcastle upon Tyne. Od 1970 do 1979 pracował w dzienniku „Financial Times” początkowo w dziale ekonomii międzynarodowej, następnie jako korespondent z Brukseli i Paryża. W 1977 założył Paris Conservative Association. Opublikował kilka książek.
W 1979 i 1984 wybierany posłem do Parlamentu Europejskiego z ramienia Partii Konserwatywnej. Przystąpił do frakcji Europejscy Demokraci, przewodniczył Komisji ds. Rolnictwa. Od 1987 do 2010 pozostawał członkiem Izby Gmin. Był parlamentarnym sekretarzem stanu i ministrem stanu ds. rolnictwa, rybołówstwa i żywności (1989–1994), następnie ministrem stanu ds. środowiska (1994–1997). W 1997 był ministrem rolnictwa, rybołówstwa i żywności w gabinecie cieni torysów. W 2009 zrezygnował z kierowania jedną z parlamentarnych komisji po ujawnieniu kontrowersji związanych z wydatkami, nie kandydował też w wyborach w kolejnym roku. W 2013 został redaktorem naczelnym „The Parliamentary Review”.
Żonaty z francuską egiptolog Anne Helene Roullet.